# Pierre Gilbert (Lexikograf)
Pierre Gilbert (* 7. November 1914; † 25. Dezember 2012 in Vevey) war ein französischer Romanist und Lexikograf der französischen Sprache des 20. Jahrhunderts.

## Leben und Werk
Gilbert nahm 1957 in Straßburg am von Paul Imbs veranstalteten Kolloquium zur französischen Lexikologie und Lexikografie teil. Er wechselte 1963 mit Hans Ludwig Scheel von der Universität Kiel an die Universität des Saarlandes und baute dort als Universitätslektor für Französisch eine Außenstelle des von Bernard Quemada an der Universität Besançon eingerichteten Observatoriums für das Gegenwartsfranzösische auf. Mit Hilfe der Studenten, die ihm zahlreiche Belege lieferten, verfasste er ein vornehmlich aus der französischen Presse gearbeitetes Neologismenwörterbuch von außergewöhnlicher Qualität, das unter den Titeln Dictionnaire des mots nouveaux und Dictionnaire des mots contemporains von 1971 bis 1991 in mehreren Auflagen erschien.

## Werke
- Quelques aspects du vocabulaire français. Diesterweg, Frankfurt/Main 1963.
- "Les citations d’auteurs dans le Dictionnaire alphabétique et analogique de la langue française de Paul Robert". In: Cahiers de lexicologie 9, 1966, S. 113–121.
- "Les archives du français contemporain". In: Langue française 2, 1969, S. 56–72.
- Dictionnaire des mots nouveaux. Hachette-Tchou, Paris 1971, 1975.
- "Remarques sur la diffusion des mots scientifiques et techniques dans le lexique commun". In: Langue française 17, 1973, S. 31–43.
- Dictionnaire des mots contemporains. Robert, Paris 1980, 1985, 1987, 1989, 1991.